# Судови Републике Хрватске
Судови Републике Хрватске врше судску власт која је самостална и независна. Они суде на основу Устава Републике Хрватске, закона, међународних уговора и других важећих извора права.
Највиши суд је Врховни суд Републике Хрватске који обезбјеђује јединствену примјену права и равноправност свих у његовој примјени.

## Организација
У Републици Хрватској судску власт обављају редовни и специјализовани судови те Врховни суд Републике Хрватске.
Редовни судови су општински и жупанијски судови. Специјализовани судови су трговински, управни, прекршајни, Високи трговински суд Републике Хрватске, Високи управни суд Републике Хрватске и Високи прекршајни суд Републике Хрватске. Највиши суд је Врховни суд Републике Хрватске.
Општински и прекршајни судови установљавају се за подручје једне или више општина, једног или више градова или дијела градског подручја. Жупанијски, трговински и управни судови установљавају се за подручје једне или више жупанија или дијела жупаније. Високи трговински суд, Високи управни суд и Високи прекршајни суд установљавају се за подручје Републике Хрватске са сједиштем у Загребу.

## Надлежност
Општински судови (хрв. općinski sudovi) рјешавају ванпарничне и извршне предмете, рјешавају оставинске предмете, земљишнокњижне предмете и воде земљишне књиге, одлучују о признању и извршењу одлука страних судова, обављају послове међународне правне помоћи у поступцима из своје надлежности, обављају послове међународне правосудне сарадње с државама чланицама Европске уније у поступцима из своје надлежности.
Жупанијски судови спроводе истражни и јавнобиљежнички дисциплински поступак због дисциплинских преступа и одлучују о тим преступима у првом степену, одлучују о жалбама против одлука у дисциплинским поступцима због неуредности у обављању послова јавних биљежника, обављају послове међународне правне помоћи у поступцима из своје надлежности, обављају послове међународне правосудне сарадње с државама чланицама Европске уније у поступцима из своје надлежности, спроводе извршење стране казнене одлуке.
Трговински судови (хрв. trgovački sudovi) поступају у регистарским стварима и воде судске регистре, одлучују о уписима у уписник бродова и јахти у оним стварима које су Поморским закоником стављене у надлежност трговинског суда, ограничењу одговорности бродара, приговорима против коначне диобене основе за ликвидацију заједничке хаварије, одлучују о предлозима у вези са оснивањем, радом и престанком трговинског друштва, одлучују у ванпарничним стварима прописаним Законом о трговинским друштвима, спроводе поступак признања иностраних судских одлука, као и арбитражних одлука у трговинским споровима, спроводе обезбјеђење доказа за поступке за које су иначе надлежни, одређују мјере безбједности у поступцима и поводом поступака у којима су иначе надлежни, одлучују о предлозима за отварање стечајног поступка и спроводе стечајне поступке, обављају послове међународне правне помоћи у извођењу доказа у трговинским стварима.
Управни судови одлучују о тужбама против појединачних одлука јавноправних тијела, одлучују о тужбама против поступања јавноправних тијела, одлучују о тужбама због пропуштања доношења појединачне одлуке или поступања јавноправног тијела у законом прописаном року, одлучују о тужбама против управних уговора и извршавања управних уговора.

## Судска и правосудна управа
Предсједник суда је судија који уз судијску дужност обавља и послове судске управе у складу са законом и Судским пословником. У судовима с више од 20 судија предсједник суда може обављати само послове судске управе. Предсједнику суда у пословима судске управе помажу директор судске управе (хрв. ravnatelj sudske uprave), предсједници одјељења, секретар суда (хрв. tajnik suda), водитељ сталне службе или службеник којег одреди предсједник суда.
Предсједник непосредно вишег суда је више тијело судске управе. Највише тијело судске управе је предсједник Врховног суда Републике Хрватске.
Министарство правде (хрв. Ministarstvo pravosuđa) има овлашћење највишег тијела за обављање послова правосудне управе. У обављању тих послова министар се обраћа предсједнику одговарајућег суда. Министар правде доноси Судски пословник. Послове надзора над правилним и законитим обављањем послова судске управе у судовима обављају правосудни инспектори Министарства правде.

## Државно судско вијеће
Државно судско вијеће (хрв. Državno sudbeno vijeće) јесте самостално и независно тијело које обезбјеђује самосталност и независност судске власти у Републици Хрватској.
Вијеће има 11 чланова. Чине га седам судија, два универзитетска професора правних наука и два саборска посланика од којих је један из редова опозиције. Чланови Вијећа из реда судија су: двојица судија Врховног суда, двојица судија жупанијског суда, двојица судија општинског суда и један судија специјализованог суда.
У дјелокруг Државног судског вијећа спада: именовање судија, именовање и разрјешење предсједника судова, одлучивање о имунитету судија, премјештај судија, вођење дисциплинског поступка и одлучивање о дисциплинској одговорности судија, одлучивање о разрјешењу судија, судјеловање у оспособљавању и усавршавању судија и судских службеника, спровођење поступка уписа кандидата у Државну школу за правосудне функционере и поступка полагања завршног испита, доношење Методологије израде оцјене судија, вођење личних књига судија и вођење и контрола имовинских картица судија.
Државно судско вијеће одлучује на сједници и одлуке доноси већином гласова свих чланова. Стручне, административне и рачуноводствене послове за Вијеће обавља секретаријат на челу са секретаром. Државно судско вијеће доноси Пословник о раду.